# Phyllanthus anthopotamicus
Phyllanthus anthopotamicus là một loài thực vật có hoa trong họ Diệp hạ châu. Loài này được Hand.-Mazz. miêu tả khoa học đầu tiên năm 1931.